# Derby calcistici in Veneto (Serie A)

Paolo Rossi (a sinistra) contrastato da Piergiorgio Negrisolo (a destra) durante Hellas Verona-Lanerossi Vicenza dell'11 marzo 1979.

I derby calcistici in Veneto giocati in Serie A sono gli incontri regionali disputati tra squadre venete almeno una volta nella massima serie a girone unico.
Il primo mai disputato è Venezia-Vicenza, nella stagione 1942-1943, mentre per numero di precedenti, nonché il più sentito, è Verona-Vicenza, tenutosi per la prima volta nel 1957. Altri club veneti ad aver raggiunto la massima serie sono Padova, Chievo e Treviso. Quanto segue è un elenco degli incontri, in ordine decrescente di gare disputate in Serie A.

## Hellas Verona-Vicenza
Il derby fra Hellas Verona e Vicenza, per antonomasia il derby del Veneto, costituisce la maggiore rivalità calcistica del Veneto. I gialloblù e i biancorossi sono infatti i due club più antichi e vincenti della regione, avendo vinto rispettivamente uno scudetto e una Coppa Italia.
Il primo incontro amichevole tra le due compagini si disputò già il 29 aprile 1906, sotto un acquazzone a Vicenza e davanti ad «almeno di 500 spettatori che incoraggiavano a gran voce la compagine vicentina». 
Tale partita rappresenta il derby più antico d'Italia tra squadre che attualmente militano in campionati professionistici. Sempre molto sentita da entrambe le parti, fu al centro di numerosi scontri fra le due tifoserie durante gli anni d'oro del tifo organizzato, tanto da essere considerata ancora oggi una partita ad alto rischio incidenti.
La prima partita ufficiale tra le due formazioni avvenne il 5 febbraio 1911 nel campionato di Prima Categoria 1910-1911, che rappresentava all'epoca il livello più alto del calcio italiano. A trionfare furono i vicentini col punteggio 2-0, mentre la prima vittoria dei gialloblù arrivò nel campionato successivo, quando si imposero per 2-1.
Delle 95 partite ufficiali giocate dalle due compagini venete 43 sono state giocate in Serie B, 22 in Serie A, 16 in Prima Categoria (quando era il primo livello del calcio italiano), 5 in Coppa Italia e 2 nel Campionato Alta Italia, nella Coppa Alta Italia e nel particolare Campionato CCI del 1922. A chiudere il quadro 3 spareggi: una sfida secca giocata nel 1913 con in palio la vetta nel girone veneto-emiliano che all'epoca portava al girone finale nazionale (con la vittoria dei biancorossi) ed un doppio confronto nel 1934 per non retrocedere in Serie C (un triangolare a cui prese parte anche il Venezia che terminò con la vittoria dei gialloblù).
Complessivamente il bilancio degli incontri nel derby è di 36 vittorie a 35 in favore del Verona, mentre le partite terminate in pareggio sono 25. L'ultimo derby risale al 1 maggio 2017 nel campionato di Serie B 2016-2017, ed è stato vinto dal Verona per 3-2, rivelandosi decisivo sia per la promozione degli scaligeri che per la retrocessione dei berici.
Le statistiche sono aggiornate al 28 agosto 2017.
|                        | Gare | Vittorie Verona | Pareggi | Vittorie Vicenza |
| Serie A                | 22   | 5               | 13      | 4                |
| Prima Categoria        | 16   | 7               | 0       | 9                |
| Serie B                | 43   | 16              | 11      | 17               |
| Campionato CCI         | 2    | 2               | 0       | 0                |
| Campionato Alta Italia | 2    | 1               | 0       | 1                |
| Coppa Alta Italia      | 2    | 0               | 0       | 2                |
| Coppa Italia           | 5    | 4               | 0       | 1                |
| Spareggi               | 3    | 1               | 1       | 1                |
| Totale                 | 95   | 36              | 25      | 35               |

### Lista dei risultati
| Stagione  | Competizione          | Incontro       | A / R | A / R |
| --------- | --------------------- | -------------- | ----- | ----- |
| 1910-1911 | Prima Categoria       | Hellas-Vicenza | 0-2   | 2-7   |
| 1911-1912 | Prima Categoria       | Hellas-Vicenza | 2-1   | 0-1   |
| 1912-1913 | Prima Categoria       | Hellas-Vicenza | 4-1   | 0-1   |
| 1912-1913 | Spareggio Primo Posto | Vicenza-Hellas | 2-1   | 2-1   |
| 1913-1914 | Prima Categoria       | Vicenza-Hellas | 4-0   | 1-3   |
| 1913-1914 | Fase Finale           | Vicenza-Hellas | 2-0   | 2-0   |
| 1914-1915 | Prima Categoria       | Vicenza-Hellas | 3-2   | 0-1   |
| 1919-1920 | Prima Categoria       | Vicenza-Hellas | 3-0   | 1-2   |
| 1920-1921 | Prima Categoria       | Vicenza-Verona | 0-2   | 0-1   |
| 1921-1922 | Prima Divisione       | Vicenza-Verona | 0-1   | 1-3   |
| 1933-1934 | Serie B               | Vicenza-Verona | 3-0   | 0-1   |
| 1933-1934 | Spareggio Salvezza    | Verona-Vicenza | 2-1   | 1-1   |
| 1934-1935 | Serie B               | Vicenza-Verona | 1-1   | 0-1   |
| 1937-1938 | Coppa Italia          | Vicenza-Verona | 2-0   | 2-0   |
| 1940-1941 | Serie B               | Vicenza-Verona | 3-0   | 2-1   |
| 1940-1941 | Coppa Italia          | Verona-Vicenza | 3-1   | 3-1   |
| 1944      | Divisione Nazionale   | Verona-Vicenza | 3-1   | 0-5   |
| 1945-1946 | Coppa Alta Italia     | Vicenza-Verona | 3-0   | 3-2   |
| 1948-1949 | Serie B               | Vicenza-Verona | 4-1   | 3-4   |
| 1949-1950 | Serie B               | Vicenza-Verona | 4-1   | 0-1   |

| Stagione  | Competizione | Incontro            | A / R | A / R |
| --------- | ------------ | ------------------- | ----- | ----- |
| 1950-1951 | Serie B      | Vicenza-Verona      | 2-1   | 1-4   |
| 1951-1952 | Serie B      | Vicenza-Verona      | 5-2   | 0-1   |
| 1952-1953 | Serie B      | Verona-Vicenza      | 0-1   | 1-1   |
| 1953-1954 | Serie B      | L.R. Vicenza-Verona | 0-0   | 2-2   |
| 1954-1955 | Serie B      | Verona-L.R. Vicenza | 0-1   | 1-0   |
| 1957-1958 | Serie A      | Verona-L.R. Vicenza | 1-0   | 1-1   |
| 1968-1969 | Serie A      | Verona-L.R. Vicenza | 2-1   | 1-2   |
| 1969-1970 | Serie A      | L.R. Vicenza-Verona | 3-0   | 1-3   |
| 1970-1971 | Serie A      | Verona-L.R. Vicenza | 1-0   | 0-0   |
| 1971-1972 | Serie A      | L.R. Vicenza-Verona | 2-1   | 2-2   |
| 1972-1973 | Serie A      | Verona-L.R. Vicenza | 0-0   | 2-2   |
| 1973-1974 | Serie A      | Verona-L.R. Vicenza | 1-1   | 1-1   |
| 1977-1978 | Serie A      | Verona-L.R. Vicenza | 0-0   | 0-1   |
| 1978-1979 | Serie A      | L.R. Vicenza-Verona | 0-0   | 0-0   |
| 1979-1980 | Serie B      | Verona-L.R. Vicenza | 0-0   | 0-1   |
| 1980-1981 | Serie B      | L.R. Vicenza-Verona | 0-0   | 1-1   |
| 1988-1989 | Coppa Italia | L.R. Vicenza-Verona | 0-2   | 0-2   |
| 1992-1993 | Coppa Italia | Vicenza-Verona      | 0-4   | 0-4   |
| 1993-1994 | Serie B      | Verona-Vicenza      | 0-0   | 0-3   |
| 1994-1995 | Serie B      | Vicenza-Verona      | 0-0   | 0-0   |

| Stagione  | Competizione | Incontro       | A / R | A / R |
| --------- | ------------ | -------------- | ----- | ----- |
| 1996-1997 | Serie A      | Verona-Vicenza | 2-2   | 0-0   |
| 2000-2001 | Serie A      | Vicenza-Verona | 2-2   | 0-1   |
| 2002-2003 | Serie B      | Verona-Vicenza | 4-2   | 1-4   |
| 2003-2004 | Serie B      | Vicenza-Verona | 1-2   | 3-2   |
| 2004-2005 | Serie B      | Verona-Vicenza | 5-3   | 0-0   |
| 2005-2006 | Serie B      | Vicenza-Verona | 0-1   | 2-1   |
| 2006-2007 | Serie B      | Vicenza-Verona | 0-1   | 1-2   |
| 2011-2012 | Serie B      | Vicenza-Verona | 2-1   | 0-2   |
| 2011-2012 | Coppa Italia | Vicenza-Verona | 1-2   | 1-2   |
| 2012-2013 | Serie B      | Vicenza-Verona | 2-3   | 1-0   |
| 2016-2017 | Serie B      | Vicenza-Verona | 1-0   | 2-3   |

## Venezia-Hellas Verona
Anche questo è uno dei derby regionali più sentiti d'Italia, con ben 87 precedenti a partire dal 1910, anno in cui le due formazioni si affrontarono per la prima volta.
I primi due incontri vennero vinti dagli scaligeri che si imposero per 1-0 all'andata e per 2-0 al ritorno. La prima vittoria dei lagunari arrivò nel successivo campionato, al termine di una combattuta partita terminata 3-2 in favore appunto del Venezia.
Degli 87 incontri ufficiali la maggior parte venne giocata in Serie B (58), infatti questo derby ebbe luogo solo 4 volte nella massima serie, 12 quando essa si chiamava Prima Categoria, 2 in Serie C-1, in Prima Divisione, nel Campionato Alta Italia e nella Divisione Nazionale, solo una volta in Coppa Italia, nel 1964. L'unico doppio spareggio tra le due squadre venne giocato nel 1934 e vide appunto coinvolto anche il Vicenza in un triangolare per evitare la retrocessione in C. Complessivamente, l'ultima vittoria veneziana risale al 2008.
I primi confronti in massima serie a girone unico avvenne nella stagione 1999-2000 e terminò con vittoria scaligera interna all'andata e pareggio al ritorno nella laguna. A partire dal 2001 quasi tutti i confronti in A sono stati vinti dai gialloblù, che anche a causa della differenza di categoria hanno incrociato nuovamente i tacchetti con gli arancioneroverdi dopo vent'anni e nella stessa categoria, il marcatore più prolifico è Giovanni Simeone (5).
Statistiche aggiornate al 27 gennaio 2025.
|                          | Gare | Vittorie Venezia | Pareggi | Vittorie Verona |
| Serie A                  | 8    | 0                | 2       | 6               |
| Prima Categoria          | 12   | 3                | 4       | 5               |
| Serie B                  | 59   | 20               | 16      | 23              |
| Serie C1                 | 2    | 2                | 0       | 0               |
| Lega Pro Prima Divisione | 2    | 0                | 2       | 0               |
| Campionato Alta Italia   | 2    | 1                | 1       | 0               |
| Divisione Nazionale      | 2    | 1                | 0       | 1               |
| Coppa Italia             | 2    | 1                | 1       | 0               |
| Spareggi                 | 2    | 0                | 1       | 1               |
| Totale                   | 91   | 28               | 27      | 36              |

### Lista dei risultati
| Stagione  | Competizione       | Incontro           | A / R | A / R |
| --------- | ------------------ | ------------------ | ----- | ----- |
| 1910-1911 | Prima Categoria    | Venezia-Hellas     | 0-2   | 0-2   |
| 1911-1912 | Prima Categoria    | Venezia-Hellas     | 3-2   | 1-1   |
| 1912-1913 | Prima Categoria    | Venezia-Hellas     | 3-0   | 0-2   |
| 1913-1914 | Prima Categoria    | Hellas-Venezia     | 1-1   | 1-0   |
| 1914-1915 | Prima Categoria    | Venezia-Hellas     | 0-1   | 1-1   |
| 1919-1920 | Prima Categoria    | Venezia-Hellas     | 3-0   | 0-0   |
| 1928-1929 | Div. Nazionale     | Verona-Venezia     | 2-1   | 0-5   |
| 1929-1930 | Serie B            | Venezia-Verona     | 4-1   | 1-3   |
| 1930-1931 | Serie B            | Serenissima-Verona | 4-0   | 0-5   |
| 1931-1932 | Serie B            | Serenissima-Verona | 1-1   | 0-5   |
| 1932-1933 | Serie B            | Serenissima-Verona | 4-1   | 0-2   |
| 1933-1934 | Serie B            | Serenissima-Verona | 1-1   | 0-2   |
| 1933-1934 | Spareggio Salvezza | Serenissima-Verona | 0-0   | 0-1   |
| 1934-1935 | Serie B            | Venezia-Verona     | 1-2   | 0-4   |
| 1936-1937 | Serie B            | Venezia-Verona     | 0-0   | 1-2   |
| 1937-1938 | Serie B            | Venezia-Verona     | 2-0   | 0-0   |
| 1938-1939 | Serie B            | Venezia-Verona     | 0-1   | 0-2   |
| 1944      | Div. Nazionale     | Venezia-Verona     | 5-1   | 2-2   |
| 1947-1948 | Serie B            | Venezia-Verona     | 0-1   | 1-1   |
| 1948-1949 | Serie B            | Verona-Venezia     | 3-2   | 1-3   |
| 1950-1951 | Serie B            | Verona-Venezia     | 1-1   | 1-2   |
| 1951-1952 | Serie B            | Verona-Venezia     | 2-2   | 0-1   |
| 1956-1957 | Serie B            | Verona-Venezia     | 2-1   | 0-0   |
| 1958-1959 | Serie B            | Verona-Venezia     | 1-2   | 1-0   |
| 1959-1960 | Serie B            | Verona-Venezia     | 1-2   | 1-1   |
| 1960-1961 | Serie B            | Venezia-Verona     | 1-0   | 0-0   |
| 1963-1964 | Serie B            | Verona-Venezia     | 0-1   | 0-1   |
| 1964-1965 | Serie B            | Verona-Venezia     | 1-0   | 0-1   |
| 1964-1965 | Coppa Italia       | Verona-Venezia     | 0-2   | 0-2   |
| 1965-1966 | Serie B            | Verona-Venezia     | 1-1   | 1-2   |
| 1967-1968 | Serie B            | Verona-Venezia     | 0-1   | 0-3   |
| 1992-1993 | Serie B            | Venezia-Verona     | 0-0   | 1-1   |

| Stagione  | Competizione    | Incontro       | A / R        | A / R        |
| --------- | --------------- | -------------- | ------------ | ------------ |
| 1993-1994 | Serie B         | Verona-Venezia | 2-0          | 1-0          |
| 1994-1995 | Serie B         | Verona-Venezia | 1-1          | 0-1          |
| 1995-1996 | Serie B         | Venezia-Verona | 1-1          | 1-2          |
| 1997-1998 | Serie B         | Venezia-Verona | 1-0          | 1-0          |
| 1999-2000 | Serie A         | Verona-Venezia | 1-0          | 2-2          |
| 2001-2002 | Serie A         | Venezia-Verona | 0-1          | 0-1          |
| 2002-2003 | Serie B         | Venezia-Verona | 1-1          | 0-1          |
| 2003-2004 | Serie B         | Verona-Venezia | 1-0          | 2-0          |
| 2004-2005 | Serie B         | Venezia-Verona | 3-2          | 0-1          |
| 2007-2008 | Serie C1        | Verona-Venezia | 0-1          | 0-1          |
| 2008-2009 | Prima Divisione | Venezia-Verona | 0-0          | 2-2          |
| 2018-2019 | Serie B         | Venezia-Verona | 1-1          | 0-1          |
| 2020-2021 | Coppa Italia    | Verona-Venezia | 3-3(3-1 dcr) | 3-3(3-1 dcr) |
| 2021-2022 | Serie A         | Venezia-Verona | 3-4          | 1-3          |
| 2024-2025 | Serie A         | Verona-Venezia | 2-1          | 1-1          |

## Hellas Verona-Padova
Il derby tra i biancoscudati e i gialloblù è il terzo come numero di precedenti nella storia del Veneto, con 65 incontri ufficiali disputati dalle due compagini a partire dal 1914, anno della prima sfida che si chiuse sul 5-2 a favore dei mastini. La prima vittoria dei patavini arrivò cinque anni dopo, nel 1919, quando si imposero con un netto 7-0.
Le due squadre si sono affrontate in Serie A solo nel 1957-1958, quando il Padova chiuse il campionato al terzo posto in classifica pareggiò a Verona (1-1) contro una squadra neopromossa in massima serie per la prima volta nella sua storia, per poi vincere in casa con un secco 2-0. Padova e Verona si affrontarono per otto volte in Prima Categoria, mentre i tre quarti dei loro incontri sono stati giocati nella serie cadetta (46).
Ci sono inoltre 2 precedenti in Serie C1 ed altrettanti in Lega Pro e Campionato Alta Italia. Infine, per quanto riguarda le coppe nazionali, c'è un unico precedente in Coppa Italia che ci riporta al 1959, quando i padovani vinsero per 3-2 nel primo turno della competizione e 2 precedenti nell'antenata dell'attuale coppa, ovvero la Coppa Coni degli anni venti (entrambe le gare finirono in parità e nessuna delle due avanzò al turno successivo in quanto le varie partecipanti erano divise all'epoca in due gironi i cui due vincitori si sfidavano nella finale nazionale).
|                          | Gare | Vittorie Verona | Pareggi | Vittorie Padova |
| Serie A                  | 2    | 0               | 1       | 1               |
| Prima Categoria          | 8    | 2               | 2       | 4               |
| Serie B                  | 46   | 15              | 17      | 14              |
| Serie C1                 | 2    | 0               | 0       | 2               |
| Lega Pro Prima Divisione | 2    | 1               | 0       | 1               |
| Campionato Alta Italia   | 2    | 1               | 0       | 1               |
| Coppa Italia             | 1    | 0               | 0       | 1               |
| Coppa CONI               | 2    | 0               | 2       | 0               |
| Totale                   | 65   | 19              | 22      | 24              |

### Lista dei risultati
| Stagione  | Competizione        | Incontro      | A / R | A / R |
| --------- | ------------------- | ------------- | ----- | ----- |
| 1914-1915 | Prima Categoria     | Padova-Hellas | 2-5   | 2-7   |
| 1919-1920 | Prima Categoria     | Padova-Hellas | 7-0   | 2-1   |
| 1920-1921 | Prima Categoria     | Verona-Padova | 1-1   | 0-2   |
| 1920-1921 | Fase Finale         | Padova-Verona | 2-1   | 0-0   |
| 1927      | Coppa CONI          | Verona-Padova | 2-2   | 1-1   |
| 1930-1931 | Serie B             | Verona-Padova | 2-2   | 0-4   |
| 1931-1932 | Serie B             | Verona-Padova | 1-0   | 0-6   |
| 1934-1935 | Serie B             | Verona-Padova | 1-0   | 1-1   |
| 1937-1938 | Serie B             | Verona-Padova | 1-1   | 0-2   |
| 1938-1939 | Serie B             | Verona-Padova | 1-1   | 0-1   |
| 1939-1940 | Serie B             | Padova-Verona | 0-2   | 2-2   |
| 1940-1941 | Serie B             | Padova-Verona | 3-1   | 1-3   |
| 1945-1946 | Divisione Nazionale | Verona-Padova | 1-0   | 1-2   |
| 1946-1947 | Serie B             | Verona-Padova | 2-0   | 2-3   |
| 1947-1948 | Serie B             | Verona-Padova | 0-0   | 1-3   |
| 1952-1953 | Serie B             | Verona-Padova | 4-2   | 1-4   |

| Stagione  | Competizione             | Incontro      | A / R      | A / R      |
| --------- | ------------------------ | ------------- | ---------- | ---------- |
| 1953-1954 | Serie B                  | Padova-Verona | 0-1        | 0-2        |
| 1954-1955 | Serie B                  | Verona-Padova | 1-1        | 1-4        |
| 1957-1958 | Serie A                  | Verona-Padova | 1-1        | 0-2        |
| 1959-1960 | Coppa Italia             | Padova-Verona | 3-2(d.t.s) | 3-2(d.t.s) |
| 1962-1963 | Serie B                  | Verona-Padova | 1-1        | 2-4        |
| 1963-1964 | Serie B                  | Padova-Verona | 1-2        | 2-3        |
| 1964-1965 | Serie B                  | Padova-Verona | 3-0        | 1-2        |
| 1965-1966 | Serie B                  | Padova-Verona | 1-1        | 1-1        |
| 1966-1967 | Serie B                  | Verona-Padova | 0-0        | 1-2        |
| 1967-1968 | Serie B                  | Padova-Verona | 1-2        | 0-1        |
| 1990-1991 | Serie B                  | Padova-Verona | 0-0        | 0-0        |
| 1992-1993 | Serie B                  | Padova-Verona | 3-2        | 0-0        |
| 1993-1994 | Serie B                  | Verona-Padova | 2-1        | 0-2        |
| 1997-1998 | Serie B                  | Padova-Verona | 0-0        | 1-5        |
| 2007-2008 | Serie C1                 | Padova-Verona | 3-0        | 3-0        |
| 2008-2009 | Lega Pro Prima Divisione | Verona-Padova | 0-1        | 1-0        |

| Stagione  | Competizione | Incontro      | A / R | A / R |
| --------- | ------------ | ------------- | ----- | ----- |
| 2011-2012 | Serie B      | Verona-Padova | 2-2   | 0-0   |
| 2012-2013 | Serie B      | Padova-Verona | 2-1   | 2-0   |
| 2018-2019 | Serie B      | Verona-Padova | 1-1   | 0-3   |

## Hellas Verona-ChievoVerona
Il derby di Verona è una delle cinque stracittadine giocate nella storia della Serie A, competizione nella quale le due squadre si incontrarono per la prima volta nel 2001, quando il Verona si impose per 3-2 al termine di una partita decisamente combattuta.
Il primo derby assoluto tra Chievo e Hellas Verona si disputò invece in Serie B il 10 dicembre 1994 e terminò con il punteggio di 1-1. Le due squadre si incontrarono poi 8 volte nella serie cadetta e altre 9 nella massima categoria, mentre soltanto una nella Coppa Italia nel 2017.

## Vicenza-Padova
Incontri disputati varie volte in Serie A negli anni '50 e nella stagione 1995-1996. 
Tra queste due squadre vi è un antagonismo sentitissimo partito dagli incontri in serie A, durante l'epoca in cui Nereo Rocco portò il Padova al terzo posto in serie A sfiorando lo scudetto, per poi vedere inasprirsi la rivalità soprattutto da parte dei padovani, che videro la propria squadra fare da seconda squadra del Vicenza durante la gestione di Giuseppe Farina, che portò il Vicenza a raggiungere grandi traguardi in serie A e arrivò a fare retrocedere il Padova in serie C2 (dove rimase per molto). Arrivati gli ultras i derby trasformarono le due città in campi da combattimento, non erano insoliti assalti e furti di striscioni, i padovani rubarono lo striscione dei Vigilantes (gruppo ultras storico dei vicentini) più volte, mentre i vicentini esposero uno striscione rubato agli Hell's Angels Ghetto (gruppo ultras storico dei padovani) che scatenò la reazione dei padovani, per poi bruciarlo. Un derby famoso è quello della stagione 1993-1994, in Serie B, che vide gli ultras biancoscudati lanciare lacrimogeni in campo e lo scioglimento del loro gruppo storico a seguito di numerose diffide. L'ultimo derby del ventesimo secolo vide il Padova imporsi sul Vicenza per 3-2 nella stagione che vide il Vicenza salvarsi con un buon 9º posto e il Padova retrocedere in B per poi passare diversi anni tra la Serie C1 e la C2, le due compagini tornarono a incrociarsi 13 anni dopo, nel 2009, in un derby che vide i vicentini imporsi per 2-1 in casa del Padova. Gli ultimi anni videro il Padova dominare i derby con 6 vittorie (di cui 4 in casa del Vicenza per 0-2, 0-1,0-1,0-1) che annoverano un 2-1 e un 4-1 a favore del Padova, nell'anno in cui i patavini sfiorarono la serie A (2010-2011), 2 pareggi e 3 vittorie del Vicenza (due all'Euganeo per 0-1 in campionato, un 1-4 in Coppa Italia Serie C e un 2-1 a Vicenza sempre in C).

### Lista dei risultati
| Stagione  | Competizione      | Incontro           | A / R | A / R |
| --------- | ----------------- | ------------------ | ----- | ----- |
| 1909-1910 | Seconda Categoria | Vicenza-Padova     | 3-1   | 1-0   |
| 1914-1915 | Prima Categoria   | Padova-Vicenza     | 1-3   | 2-10  |
| 1919-1920 | Prima Categoria   | Padova-Vicenza     | 4-0   | 1-0   |
| 1920-1921 | Prima Categoria   | Padova-Vicenza     | 1-2   | 1-1   |
| 1934-1935 | Serie B           | Vicenza-Padova     | 1-1   | 0-1   |
| 1935-1936 | Serie C           | Vicenza-Padova     | 9-0   | 1-0   |
| 1936-1937 | Serie C           | Padova-Vicenza     | 2-1   | 1-0   |
| 1940-1941 | Serie B           | Padova-Vicenza     | 6-1   | 4-2   |
| 1941-1942 | Serie B           | Padova-Vicenza     | 0-0   | 1-0   |
| 1952-1953 | Serie B           | Padova-Vicenza     | 0-1   | 0-2   |
| 1953-1954 | Serie B           | Padova-L.R.Vicenza | 0-1   | 0-1   |
| 1954-1955 | Serie B           | L.R.Vicenza-Padova | 1-0   | 0-0   |
| 1955-1956 | Serie A           | L.R.Vicenza-Padova | 0-0   | 1-3   |
| 1956-1957 | Serie A           | Padova-L.R.Vicenza | 1-1   | 0-0   |
| 1957-1958 | Serie A           | Padova-L.R.Vicenza | 1-0   | 2-1   |
| 1958      | Coppa Italia      | L.R.Vicenza-Padova | 2-1   | 0-1   |
| 1958-1959 | Serie A           | L.R.Vicenza-Padova | 3-2   | 1-3   |
| 1959-1960 | Serie A           | L.R.Vicenza-Padova | 1-0   | 1-2   |
| 1960-1961 | Serie A           | L.R.Vicenza-Padova | 2-1   | 1-2   |
| 1961-1962 | Serie A           | L.R.Vicenza-Padova | 1-0   | 0-2   |
| 1962-1963 | Coppa Italia      | Padova-L.R.Vicenza | 2-1   | 2-1   |

| Stagione  | Competizione           | Incontro                  | A / R | A / R |
| --------- | ---------------------- | ------------------------- | ----- | ----- |
| 1965-1966 | Coppa Italia           | L.R.Vicenza-Padova        | 2-0   | 2-0   |
| 1981-1982 | Serie C1               | L.R.Vicenza-Padova        | 0-0   | 0-1   |
| 1981-1982 | Coppa Italia Semiprof. | L.R.Vicenza-Padova        | 1-1   | 2-1   |
| 1982-1983 | Serie C1               | Padova-L.R.Vicenza        | 1-0   | 0-0   |
| 1985-1986 | Coppa Italia           | L.R.Vicenza-Padova        | 2-1   | 2-1   |
| 1993-1994 | Serie B                | Vicenza-Padova            | 1-1   | 0-0   |
| 1995-1996 | Serie A                | Vicenza-Padova            | 2-1   | 2-3   |
| 1995-1996 | Coppa Italia           | Vicenza-Padova            | 4-2   | 4-2   |
| 2009-2010 | Serie B                | Padova-Vicenza            | 1-2   | 0-0   |
| 2010-2011 | Serie B                | Vicenza-Padova            | 2-1   | 1-4   |
| 2011-2012 | Serie B                | Padova-Vicenza            | 2-1   | 1-0   |
| 2012-2013 | Serie B                | Vicenza-Padova            | 0-2   | 1-0   |
| 2017-2018 | Serie C                | Padova-Vicenza            | 0-0   | 1-0   |
| 2017-2018 | Coppa Italia Semiprof. | Padova-Vicenza            | 3-0   | 3-0   |
| 2019-2020 | Serie C                | Padova-L.R.Vicenza Virtus | 1-0   | [ 7 ] |
| 2022-2023 | Serie C                | Padova-L.R.Vicenza        | 2-1   | 1-1   |
| 2023-2024 | Serie C                | Padova-L.R.Vicenza        | 1-1   | 1-1   |
| 2023-2024 | Play Off               | L.R.Vicenza-Padova        | 2-0   | 1-0   |
| 2024-2025 | Serie C                | Padova-L.R.Vicenza        | 1-0   | 1-1   |
| 2025-2026 | Coppa Italia           | Padova-L.R.Vicenza        | 0-2   | 0-2   |

## Venezia-Padova
Altro derby sentito per entrambe le squadre, c'è una forte rivalità che si è protratta negli anni. Il primo incontro ufficiale tra le due città si giocò nel 1910 e vide il Venezia vittorioso per 4-1 all'andata e 1-0 al ritorno a Padova(la vittoria fu data a tavolino);la prima vittoria dei patavini avvenne nel 1919 con un 3-1 fuori casa. È stato giocato per la prima volta in Serie A nella stagione 1949-1950. Gli ultimi incontri si sono avuti nel campionato di Lega Pro 2016-2017 con sfide terminate con vittorie esterne (Padova vittorioso a Venezia 3-1 e Venezia vittorioso a Padova 1-0). Da segnalare 6 incontri nella Coppa Italia maggiore e 5 nella Coppa Italia dei semiprofessionisti.

### Lista dei risultati
| Stagione  | Competizione      | Incontro           | A / R      | A / R |
| --------- | ----------------- | ------------------ | ---------- | ----- |
| 1909-1910 | Seconda Categoria | Venezia-Padova     | 4-1        | 1-0   |
| 1914-1915 | Prima Categoria   | Venezia-Padova     | 1-1        | 5-3   |
| 1919-1920 | Prima Categoria   | Venezia-Padova     | 1-3        | 1-0   |
| 1921-1922 | Prima Divisione   | Padova-Venezia     | 1-0        | 1-0   |
| 1930-1931 | Serie B           | Padova-Serenissima | 2-0        | 1-5   |
| 1931-1932 | Serie B           | Serenissima-Padova | 1-2        | 1-4   |
| 1934-1935 | Serie B           | Venezia-Padova     | 3-1        | 0-3   |
| 1935-1936 | Serie C           | Padova-Venezia     | 2-0        | 1-4   |
| 1935-1936 | Coppa Italia      | Padova-Venezia     | 0-0(d.t.s) | 1-2   |
| 1937-1938 | Serie B           | Padova-Venezia     | 1-0        | 1-3   |
| 1938-1939 | Serie B           | Venezia-Padova     | 3-1        | 1-1   |
| 1943-1944 | Div.Nazionale     | Padova-Venezia     | 2-0        | 0-5   |
| 1947-1948 | Serie B           | Venezia-Padova     | 4-1        | 0-2   |
| 1949-1950 | Serie A           | Venezia-Padova     | 0-8        | 0-3   |
| 1958      | Coppa Italia      | Venezia-Padova     | 3-5        | 1-2   |
| 1961-1962 | Serie A           | Venezia-Padova     | 0-0        | 1-1   |

| Stagione  | Competizione           | Incontro       | A / R      | A / R      |
| --------- | ---------------------- | -------------- | ---------- | ---------- |
| 1963-1964 | Serie B                | Padova-Venezia | 1-0        | 0-2        |
| 1964-1965 | Serie B                | Padova-Venezia | 0-0        | 2-0        |
| 1965-1966 | Serie B                | Padova-Venezia | 1-2        | 1-3        |
| 1966-1967 | Coppa Italia           | Padova-Venezia | 2-1(d.t.s) | 2-1(d.t.s) |
| 1967-1968 | Serie B                | Padova-Venezia | 0-0        | 0-0        |
| 1967-1968 | Coppa Italia           | Venezia-Padova | 3-1        | 3-1        |
| 1969-1970 | Serie C                | Venezia-Padova | 2-1        | 0-0        |
| 1970-1971 | Serie C                | Venezia-Padova | 1-2        | 3-4        |
| 1971-1972 | Serie C                | Padova-Venezia | 0-0        | 3-2        |
| 1972-1973 | Serie C                | Venezia-Padova | 2-0        | 1-0        |
| 1973-1974 | Serie C                | Padova-Venezia | 0-0        | 1-1        |
| 1974-1975 | Serie C                | Venezia-Padova | 3-0        | 0-2        |
| 1975-1976 | Serie C                | Padova-Venezia | 0-0        | 0-1        |
| 1976-1977 | Serie C                | Padova-Venezia | 0-0        | 2-0        |
| 1979-1980 | Serie C2               | Venezia-Padova | 0-0        | 1-2        |
| 1979-1980 | Coppa Italia Semiprof. | Padova-Venezia | 1-0        | 0-0        |

| Stagione  | Competizione             | Incontro       | A / R | A / R |
| --------- | ------------------------ | -------------- | ----- | ----- |
| 1980-1981 | Serie C2                 | Padova-Venezia | 3-1   | 1-0   |
| 1991-1992 | Serie B                  | Venezia-Padova | 0-1   | 0-0   |
| 1992-1993 | Serie B                  | Venezia-Padova | 1-1   | 0-1   |
| 1993-1994 | Serie B                  | Padova-Venezia | 0-0   | 0-2   |
| 1996-1997 | Serie B                  | Padova-Venezia | 2-1   | 1-1   |
| 1997-1998 | Serie B                  | Venezia-Padova | 3-0   | 0-0   |
| 2006-2007 | Serie C1                 | Venezia-Padova | 0-0   | 0-1   |
| 2007-2008 | Serie C1                 | Padova-Venezia | 4-1   | 1-2   |
| 2007-2008 | Coppa Italia Serie C     | Padova-Venezia | 0-0   | 0-0   |
| 2008-2009 | Lega Pro Prima Divisione | Padova-Venezia | 0-0   | 1-0   |
| 2016-2017 | Lega Pro                 | Venezia-Padova | 1-3   | 1-0   |
| 2016-2017 | Coppa Italia Lega Pro    | Padova-Venezia | 1-1   | 1-3   |
| 2018-2019 | Serie B                  | Padova-Venezia | 1-0   | 1-2   |

## Vicenza-Venezia
È il derby più antico, nelle gare ufficiali, del Veneto: è stato giocato per la prima volta nel marzo del 1908. Sfida abbastanza sentita; si segnalano delle sfide in Serie A e alcune nella Coppa Italia.

### Lista dei risultati
| Stagione  | Competizione        | Incontro            | A / R | A / R |
| --------- | ------------------- | ------------------- | ----- | ----- |
| 1908      | Terza Categoria     | Vicenza-Venezia     | 5-0   | 2-1   |
| 1909-1910 | Seconda Categoria   | Vicenza-Venezia     | 1-1   | 2-1   |
| 1910-1911 | Prima Categoria     | Vicenza-Venezia     | 2-0   | 2-0   |
| 1911-1912 | Prima Categoria     | Vicenza-Venezia     | 5-1   | 0-1   |
| 1912-1913 | Prima Categoria     | Venezia-Vicenza     | 0-1   | 0-0   |
| 1913-1914 | Prima Categoria     | Venezia-Vicenza     | 1-1   | 1-1   |
| 1914-1915 | Prima Categoria     | Vicenza-Venezia     | 6-1   | 1-3   |
| 1919-1920 | Prima Categoria     | Venezia-Vicenza     | 1-1   | 2-1   |
| 1922-1923 | Prima Divisione     | Vicenza-Venezia     | 4-0   | 2-2   |
| 1924-1925 | Seconda Divisione   | Vicenza-Venezia     | 0-2   | 1-4   |
| 1925-1926 | Seconda Divisione   | Venezia-Vicenza     | 2-1   | 1-1   |
| 1933-1934 | Serie B             | Vicenza-Serenissima | 5-1   | 1-0   |
| 1933-1934 | Spareggio Salvezza  | Serenissima-Vicenza | 0-1   | 1-3   |
| 1934-1935 | Serie B             | Vicenza-Venezia     | 1-0   | 1-2   |
| 1935-1936 | Serie C             | Venezia-Vicenza     | 4-0   | 2-3   |
| 1942-1943 | Serie A             | Venezia-Vicenza     | 0-1   | 0-2   |
| 1945-1946 | Divisione Nazionale | Vicenza-Venezia     | 0-1   | 0-1   |

| Stagione  | Competizione | Incontro                   | A / R | A / R |
| --------- | ------------ | -------------------------- | ----- | ----- |
| 1946-1947 | Serie A      | Vicenza-Venezia            | 5-0   | 2-1   |
| 1948-1949 | Serie B      | Vicenza-Venezia            | 2-1   | 0-2   |
| 1950-1951 | Serie B      | Vicenza-Venezia            | 3-0   | 0-4   |
| 1951-1952 | Serie B      | Venezia-Vicenza            | 0-0   | 0-2   |
| 1958      | Coppa Italia | L.R.Vicenza-Venezia        | 0-0   | 2-0   |
| 1961-1962 | Serie A      | L.R.Vicenza-Venezia        | 1-1   | 0-2   |
| 1962-1963 | Serie A      | L.R.Vicenza-Venezia        | 0-0   | 2-1   |
| 1966-1967 | Serie A      | L.R.Vicenza-Venezia        | 2-1   | 2-0   |
| 1988-1989 | Serie C1     | L.R.Vicenza-Venezia        | 2-0   | 0-1   |
| 1989-1990 | Serie C1     | Venezia-L.R.Vicenza        | 2-1   | 2-1   |
| 1990-1991 | Serie C1     | Vicenza-Venezia            | 1-1   | 0-1   |
| 1993-1994 | Serie B      | Vicenza-Venezia            | 0-0   | 0-0   |
| 1994-1995 | Serie B      | Vicenza-Venezia            | 2-1   | 2-1   |
| 1998-1999 | Serie A      | Vicenza-Venezia            | 0-0   | 2-1   |
| 2002-2003 | Serie B      | Venezia-Vicenza            | 1-2   | 1-2   |
| 2002-2003 | Coppa Italia | Venezia-Vicenza            | 1-2   | 1-2   |
| 2003-2004 | Serie B      | Venezia-Vicenza            | 1-1   | 1-3   |
| 2003-2004 | Coppa Italia | Vicenza-Venezia            | 0-3   | 0-3   |
| 2004-2005 | Serie B      | Vicenza-Venezia            | 2-1   | 0-2   |
| 2020-2021 | Serie B      | Venezia-L.R.Vicenza Virtus | 1-0   | 0-0   |

## Venezia-ChievoVerona
Derby nato tra i campi della C2 e della C1 nel 1986-1987 (stagione del debutto dei gialloblù nei semiprofessionisti dopo aver vinto, a tavolino, il campionato di Interregionale) e proseguito poi da prima in Serie B verso la fine degli anni novanta e poi in Serie A nella stagione Serie A 2001-2002. L’ultimo incontro tra lagunari e clivensi si è disputato ai play-off di Serie B nella stagione 2020-2021 e ha visto i lagunari prevalere per 3-2 dopo i tempi supplementari. 

### Lista dei risultati
| Stagione  | Competizione         | Incontro       | A / R        | A / R        |
| --------- | -------------------- | -------------- | ------------ | ------------ |
| 1986-1987 | Serie C2             | Chievo-Venezia | 0-0          | 0-0          |
| 1987-1988 | Serie C2             | Venezia-Mestre | 1-1          | 1-1          |
| 1989-1990 | Serie C1             | Venezia-Chievo | 3-1          | 2-1          |
| 1989-1990 | Coppa Italia Serie C | Venezia-Chievo | 3-1          | 0-3          |
| 1990-1991 | Serie C1             | Chievo-Venezia | 1-1          | 0-0          |
| 1994-1995 | Serie B              | Venezia-Chievo | 0-2          | 1-2          |
| 1995-1996 | Serie B              | Chievo-Venezia | 0-0          | 0-0          |
| 1996-1997 | Serie B              | Venezia-Chievo | 1-1          | 2-4          |
| 1997-1998 | Serie B              | Chievo-Venezia | 1-1          | 0-2          |
| 2001-2002 | Serie A              | Venezia-Chievo | 1-2          | 2-1          |
| 2019-2020 | Serie B              | Venezia-Chievo | 0-2          | 1-0          |
| 2020-2021 | Serie B              | Chievo-Venezia | 1-1          | 1-3          |
| 2020-2021 | Play off             | Venezia-Chievo | 3-2 (d.t.s.) | 3-2 (d.t.s.) |

## ChievoVerona-Treviso
Clivensi e trevigiani si affrontano per la prima volta in Serie C2 dalla stagione 1986-1987 fino alla stagione 1988-1989 dove i veronesi saliranno in C1. La sfida si rinnova tra fine anni novanta e i primi anni duemila in Serie B. Le due squadre si ritrovano poi in Serie A, nella stagione 2005-06, e nella Serie B 2007-2008 (l'ultimo incrocio vide prevalere i gialloblù per 0-1 al Tenni).

### Lista dei risultati
| Stagione  | Competizione         | Incontro       | A / R | A / R |
| --------- | -------------------- | -------------- | ----- | ----- |
| 1986-1987 | Serie C2             | Treviso-Chievo | 1-1   | 0-0   |
| 1987-1988 | Serie C2             | Treviso-Chievo | 0-1   | 1-1   |
| 1988-1989 | Serie C2             | Treviso-Chievo | 0-1   | 0-1   |
| 1990-1991 | Coppa Italia Serie C | Treviso-Chievo | 1-0   | 1-0   |
| 1997-1998 | Serie B              | Treviso-Chievo | 0-0   | 0-1   |
| 1998-1999 | Serie B              | Treviso-Chievo | 1-0   | 2-4   |
| 1999-2000 | Serie B              | Treviso-Chievo | 1-0   | 1-2   |
| 2000-2001 | Serie B              | Chievo-Treviso | 2-1   | 2-0   |
| 2005-2006 | Serie A              | Chievo-Treviso | 0-0   | 2-1   |
| 2007-2008 | Serie B              | Treviso-Chievo | 0-1   | 0-1   |